# Tutume
Tutume é um subdistrito do Botswana localizado no Distrito Central que possuía uma população estimada de 147 377 habitantes em 2011. Sua sede é a cidade de Tutume e conta com um total de 41 localidades.